# John Lukacs
John Lukacs (31. januar 1924 i Budapest - 6. maj 2019) var en ungarsk-amerikansk historiker. Han rejste fra efterkrigstidens kommunistiske Ungarn og studerede ved Cambridge Universitet og været professor ved Chestnut Hill College i Philadelphia.
Han havde skrevet adskillige bøger, bl.a. om 2. verdenskrig.
Duellen : kampen mellem Churchill og Hitler 10. maj-31. juli er oversat til dansk ved Arne Herløv Petersen.